# Conflit Bab el-Tabbaneh – Baal Mohsen
Le conflit Bab el-Tabbaneh – Jabal Mohsen est l'un des aspects récurrents des conflits entre les résidents musulmans sunnites du Bab-al-Tibbaneh et les résidents musulmans alaouites du Jabal Mohsen de la banlieue de Tripoli au Liban. Ces deux communautés se livrent à des actes de violence depuis la guerre du Liban (1975-1990). Ils sont séparés par une artère de démarcation constituée par la rue de Syrie.
- Durant la guerre civile, les affrontements entre les deux quartiers eurent principalement lieu en 1985 et 1986.
- En 2008, des affrontements ont lieu les 10, 11 et 12 mai, les 22 et 23 juin. Puis des tirs sporadiques feront 23 morts entre le 25 juillet et le 29 septembre.
- En 2009, tirs de grenades en octobre.
- en 2010, la situation est tendue.
- en 2011, affrontements le 17 juin, faisant 7 morts et 59 blessés.
- en 2012, affrontements les 10 et 11 février, du 12 au 18 mai, le 21 mai et le 30 mai. Puis les 2 et 3 juin puis le 8 juin. En juillet affrontements les 18, 21, 27 et 29 juillet. Des affrontements ont lieu le 9 août puis du 21 au 24 août. En octobre, affrontements du 19 au 24 octobre. Affrontements du 4 au 6 décembre.
- en 2013, un double attentat contre les mosquées sunnites al-Salam et Taqwa fait 47 morts et 800 blessés[2].
- en 2014, un assassinat en pleine rue, le 13 mars, déclenche une nouvelle série d'affrontements qui feront 15 morts en deux semaines[3].

Ces affrontements sont liés aux tensions intercommunautaires et aux retombées de la guerre civile syrienne mais aussi aux rivalités entre personnalités politiques locales, l'homme d'affaires et ancien premier ministre Najib Mikati finançant une des milices sunnites tandis que Rifaat Al-Eid (en), chef du Parti démocratique arabe (en), est à la tête de la principale milice alaouite.
Le quartier de Bab el-Tabbaneh est peuplé en 2020 de quelque 60 000 personnes (dont 87 % vivent sous le seuil de pauvreté) et celui de Jabal Mohsen de 35 000 personnes (dont 69 % vivent également sous le seuil de pauvreté).